# گمینا لوبنگا
گمینا لوبنگا (به لهستانی:  Gmina Lubenia) یک گمینا در لهستان است که در شهرستان ژشوف واقع شده‌است. گمینا لوبنگا ۵۴٫۷۷ کیلومتر مربع مساحت و ۶٬۴۱۱ نفر جمعیت دارد.